# Mue (rivière)
Pour les articles homonymes, voir Mue.
La Mue est une rivière française de Normandie, affluent de la Seulles en rive droite, dans le département du Calvados.

## Géographie
La Mue prend sa source dans la commune de Cheux, entre les lieux-dits les Campagnes, la Fosse Noire et les Bas Carreaux, à 68 m d'altitude, et prend la direction du nord-est. Elle se joint aux eaux de la Seulles, à Reviers à 4 m d'altitude, après un parcours de 21,8 km entre Bessin et plaine de Caen.
La Mue est en zone naturelle d'intérêt écologique, faunistique et floristique[réf. nécessaire].

## Communes et cantons traversés

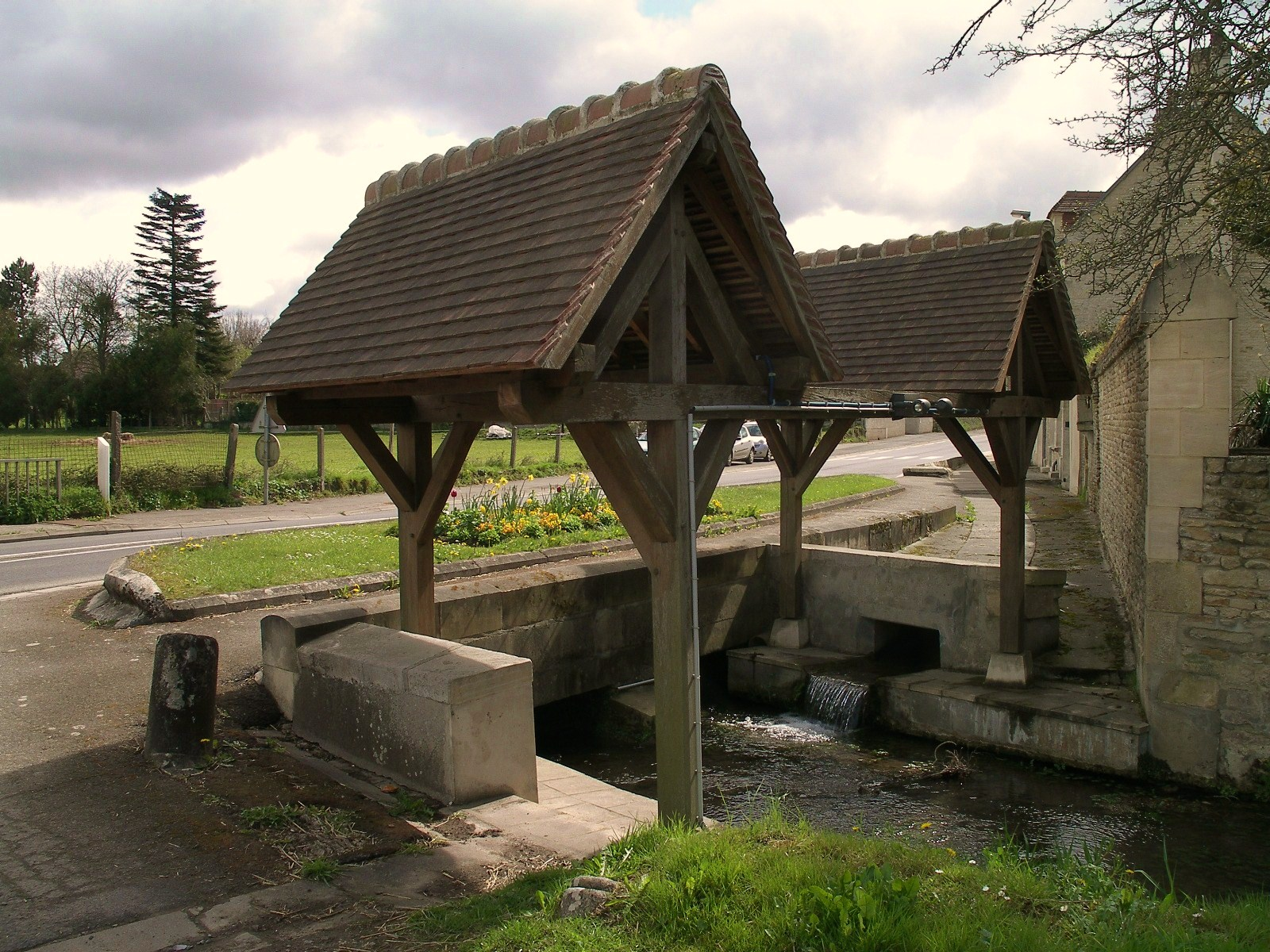
Le lavoir sur la Mue à Cairon.

Dans le seul département du Calvados, la Mue traverse dix communes et deux cantons :
- dans le sens amont vers aval : Cheux (source), Saint-Manvieu-Norrey, Rots, Rosel, Cairon, Thaon, Basly, Fontaine-Henry, Bény-sur-Mer, Reviers (confluence).

Soit en termes de cantons, la Mue prend sa source dans le canton de Thue et Mue qu'elle parcourt principalement jusqu'à sa confluence et le canton de Courseulles-sur-Mer qu'il borde à Basly, dans les arrondissements de Caen et de Bayeux.

## Toponymie
La Mue a donné son hydronyme à la nouvelle commune, depuis le 1er janvier 2017, de Thue et Mue.

## Bassin versant
D'une superficie de 97 km2, le bassin versant de la Mue avoisine à l'ouest celui de la Thue et au sud celui du Bordel (deux autres affluents de la Seulles) et du ruisseau de Solbey un affluent de l'Odon. À l'ouest et au nord-ouest, il est voisin du bassin direct du fleuve côtier. Le confluent est au nord-est du bassin. La Mue traverse cinq zones hydrographiques : La Chironne de sa source au confluent de la Mue (exclu) (I323), La Mue de sa source au confluent de la Chironne (exclu) (I322), La Mue du confluent de la Chironne (exclu) au confluent de la Seulles (exclu)  (I324), La Seulles du confluent de la Mue (exclu) à l'embouchure (I325), La Seulles du confluent de la Thue (exclu) au confluent de la Mue (exclu) (I321).

## Affluents

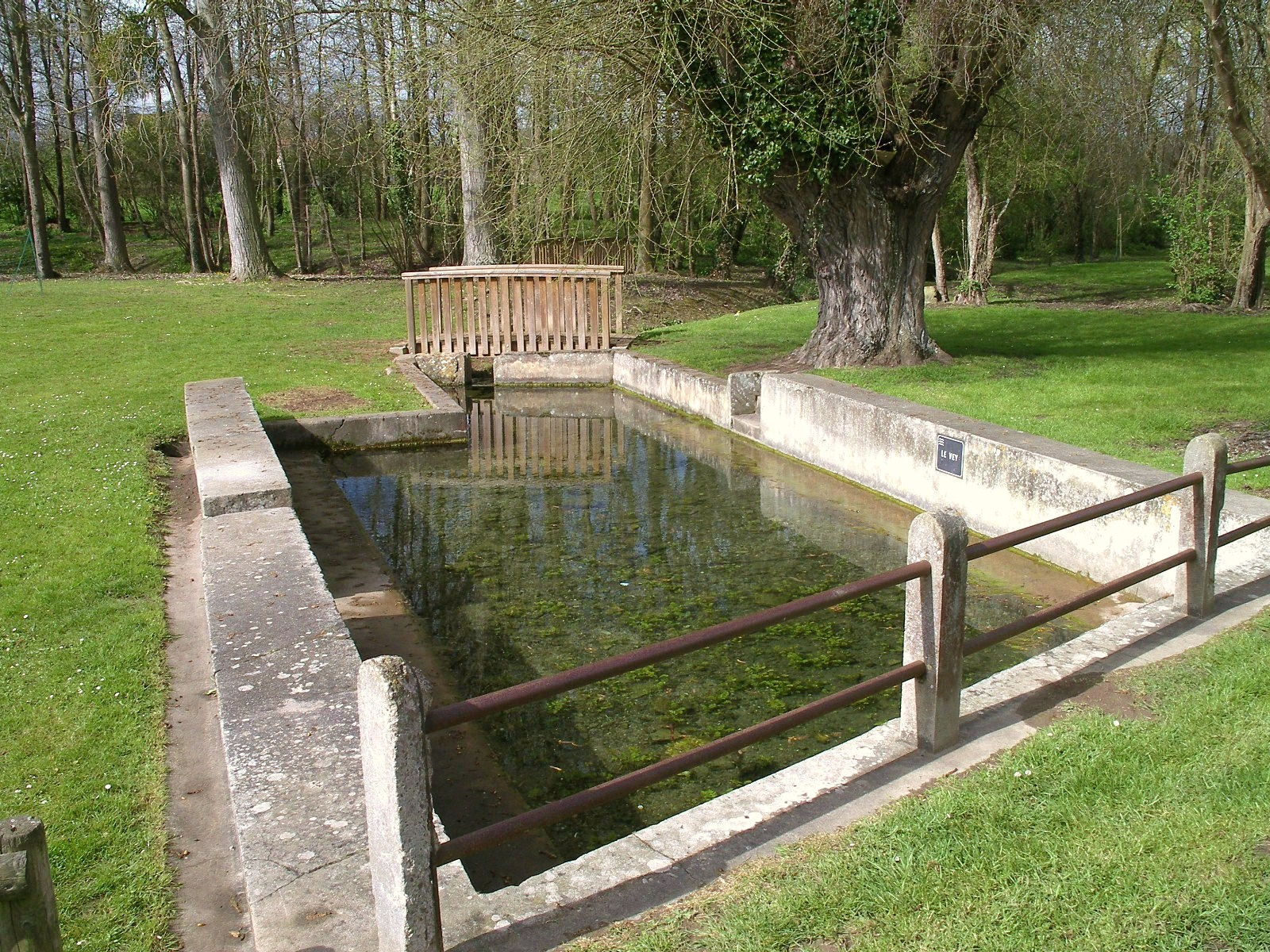
Le lavoir sur le Vey à Cairon.

Modeste rivière, la Mue n'a que deux affluents référencés - au SANDRE -, : 
- la Vey (rd), 1,6 km sur les deux communes de Cairon et Thaon.
- le Douet (rg), 1,9 km sur les deux communes de Fontaine-Henry et Reviers.

Géoportail ajoute :
- la Chironne (rg), 8,5 km sur les six communes de Bretteville-l'Orgueilleuse, Secqueville-en-Bessin, Rots, Lasson, Le Fresne-Camilly Thaon (confluence) pour un bassin versant de 27 km2[3],[note 1].

Donc son rang de Strahler est de deux.

## Écologie et ZNIEFF

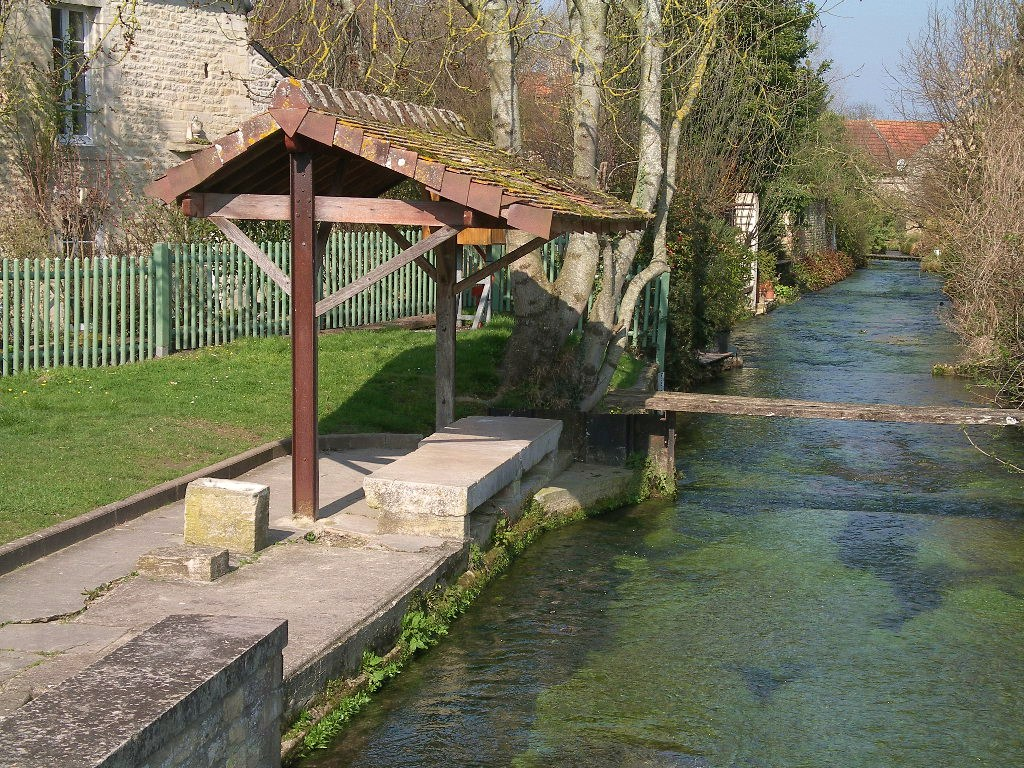
Le lavoir sur la Mue à Reviers.

La Mue est en zone naturelle d'intérêt écologique, faunistique et floristique de type I :
- la ZNIEFF 250006505 - Vallées de la Seulles, de la Mue et de la Thue, de 1 145 hectares décrite depuis 1983 sur vingt-deux communes[4]